# Svend Aage Rask
Svend Aage Rask (Odense, 14 luglio 1935 – 29 giugno 2020) è stato un calciatore danese, di ruolo portiere.